# Râul Chitoc
Râul Chitoc este un curs de apă, afluent al râului Ghilănoiu. 